# 1524
- Wikisource

| Calendário gregoriano                                                        | 1524 MDXXIV                                           |
| Ab urbe condita                                                              | 2277                                                  |
| Calendário arménio                                                           | 973 – 974                                             |
| Calendário bahá'í                                                            | -320 – -319                                           |
| Calendário budista                                                           | 2068                                                  |
| Calendário chinês                                                            | 4220 – 4221 Início a 5 de fevereiro (aproximadamente) |
| Calendário copta                                                             | 1240 – 1241                                           |
| Calendário etíope                                                            | 1516 – 1517                                           |
| Calendários hindus - Vikram Samvat - Calendário nacional indiano - Cáli Iuga | 1579 – 1580 1445 – 1446 4624 – 4625                   |
| Calendário Holoceno                                                          | 11524                                                 |
| Calendário islâmico                                                          | 930 – 931                                             |
| Calendário judaico                                                           | 5284 – 5285                                           |
| Calendário persa                                                             | 902 – 903                                             |
| Calendário rúnico                                                            | 1774                                                  |
| Calendário solar tailandês                                                   | 2067                                                  |

1524 (MDXXIV, na numeração romana) foi um ano bissexto do século XVI do Calendário Juliano, da Era de Cristo, e as suas letras dominicais foram  C e B (52 semanas), teve início a uma sexta-feira e terminou a um sábado.
| Ano completo                          |
| ------------------------------------- |
| Ano bissexto com início à sexta-feira |

## Eventos
- O navegador italiano Giovanni da Verrazano, numa viagem de exploração da costa norte-americana ao serviço do Rei da França, desembarca na actual ilha de Staten, hoje um dos distritos de Nova Iorque.
- Construção na Ribeira Brava de Capela de Nossa Senhora da Apresentação.
- Início da construção da Igreja de São Sebastião, Igreja Matriz de Ponta Delgada, ilha de São Miguel, Açores.
- Início da construção do Convento de São Francisco de Vila Franca do Campo, ilha de São Miguel.
- Inventário das pratas da Sé do Funchal.
- 26 de Fevereiro - Confirmação da doação da capitania da ilha Graciosa, Açores a D. Álvaro Coutinho.
- 3 de Agosto – Confirmação da capitania da ilha Graciosa a D. Fernando Coutinho.

## Nascimentos
- Luís Vaz de Camões nasce na cidade de Lisboa, Reino de Portugal.

## Mortes
- 5 de janeiro - Marko Marulic, poeta croata.
- 12 de junho - Diego Velázquez de Cuéllar, conquistador espanhol.
- 5 de outubro - Joachim Patinir, pintor flamengo.
- 24 de dezembro - Vasco da Gama, navegador português (n. 1460 ou 1469).

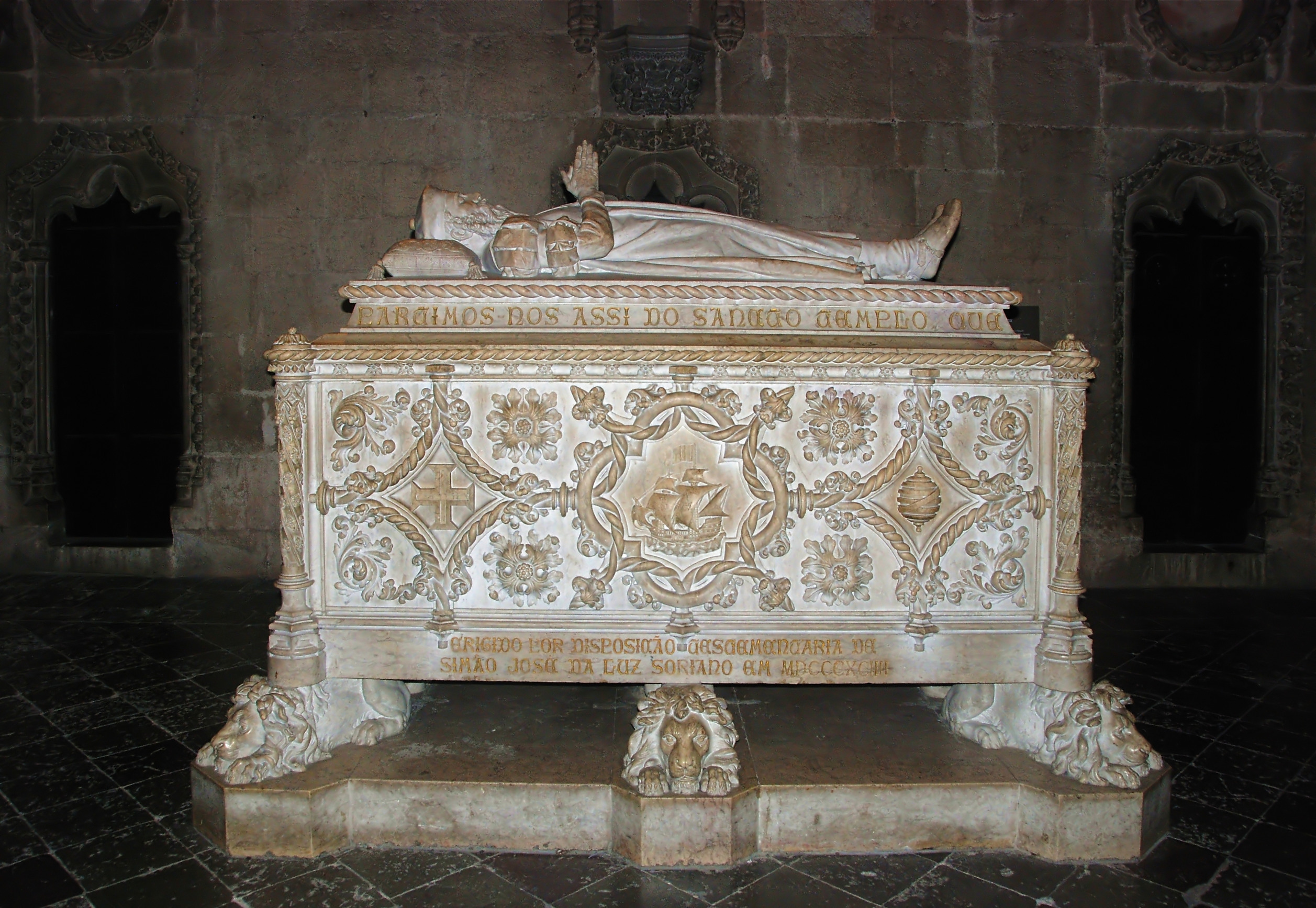
Túmulo de Vasco da Gama (1460/1469-1524), no Mosteiro dos Jerónimos.

## Por tema
- 1524 na literatura